# Міжамериканський кубок
Міжамериканський кубок (ісп. Copa Interamericana) — футбольний турнір, у якому зустрічалися переможці Кубка Лібертадорес та Кубка чемпіонів КОНКАКАФ. Кубок розігрувався нерегулярно і був припинений, оскільки команди КОНКАКАФ почали брати участь у змаганнях КОНМЕБОЛ.

## Фінали
| Рік  | Переможець                        | Рахунок                    | Фіналіст                       |
| ---- | --------------------------------- | -------------------------- | ------------------------------ |
| 1969 | Естудьянтес (Ла-Плата)            | 2:1, 1:2 дод. матч 3:0     | Толука (Толука)                |
| 1972 | Насьйональ (Монтевідео)           | 1:1,2:1                    | Крус Асуль (Мехіко)            |
| 1973 | Індепендьєнте (Авельянеда)        | 2:1,2:0                    | Олімпія (Тегусігальпа)         |
| 1974 | Індепендьєнте (Авельянеда)        | 1:0,0:1 (п. 4:3)           | Мунісіпаль (Гватемала)         |
| 1976 | Індепендьєнте (Авельянеда)        | 2:2,0:0 (п. 4:2)           | Атлетико Еспаньйол (Мехіко)    |
| 1973 | Америка (Мехіко)                  | 0:3,1:0 дод. матч 2:1 д.ч. | Бока Хуніорс (Буенос-Айрес)    |
| 1980 | Олімпія (Асунсьйон)               | 3:3,5:0                    | Депортиво ФАС (Санта-Ана)      |
| 1981 | УНАМ Пумас (Мехіко)               | 3:1, 1:3 дод. матч 2:1     | Насьйональ (Монтевідео)        |
| 1986 | Аргентинос Хуніорс (Буенос-Айрес) | 1:0                        | Дефенс Форс (Порт-оф-Спейн)    |
| 1987 | Рівер Плейт (Буенос-Айрес)        | 0:0,3:0                    | Алахуеленсе (Алахуела)         |
| 1989 | Насьйональ (Монтевідео)           | 1:1,4:0                    | Олімпія (Тегусігальпа)         |
| 1990 | Атлетіко Насьйональ (Медельїн)    | 2:0,4:1                    | УНАМ Пумас (Мехіко)            |
| 1991 | Америка (Мехіко)                  | 1:1,2:1                    | Олімпія (Асунсьйон)            |
| 1992 | Коло-Коло (Сантьяго)              | 4:1,3:1                    | Пуебла (Пуебла)                |
| 1994 | Універсідад Католіка (Сантьяго)   | 1:3,5:1 д.ч.               | Сапрісса (Сан-Хосе)            |
| 1996 | Велес Сарсфілд (Буенос-Айрес)     | 0:0,2:0                    | Картахінес (Картаго)           |
| 1997 | Атлетіко Насьйональ (Медельїн)    | 3:2                        | Сапрісса (Сан-Хосе)            |
| 1998 | Ді Сі Юнайтед (Вашингтон)         | 0:1,2:0                    | Васко да Гама (Ріо-де-Жанейро) |